# Mus haussa
Mus haussa (Миша Хауса) — вид роду мишей (Mus).

## Поширення
Країни поширення: Бенін, Буркіна-Фасо, Кот-д'Івуар, Гана, Малі, Мавританія, Нігер, Нігерія, Сенегал.

## Екологія
населяє сухі савани, орні землі, сільські сади і міські райони.